# Daniel Damler
Daniel Damler (* 1975) ist ein deutscher Rechtswissenschaftler.
Damler studierte Rechtswissenschaft, Neuere und Mittelalterliche Geschichte an den Universitäten Tübingen, Frankfurt am Main und Madrid. Er war Stipendiat der Studienstiftung des deutschen Volkes. 2001 absolvierte er das Erste Juristische Staatsexamen und 2007 das Zweite Juristische Staatsexamen. Er promovierte 2006 am Max-Planck-Institut für europäische Rechtsgeschichte in Frankfurt am Main. Er ist Rechtsanwalt bei SZA Schilling, Zutt und Anschütz in Mannheim und Frankfurt am Main. Damler habilitierte sich 2015 und ist seit 2022 als außerplanmäßiger Professor Mitglied der Juristischen Fakultät der Universität Tübingen. Er ist assoziierter Wissenschaftler am Max-Planck-Institut für Rechtsgeschichte und Rechtstheorie in Frankfurt am Main.
Seine Forschungsschwerpunkte sind Vorstands- und Aufsichtsratsrecht, Konzernrecht, Corporate Compliance, Corporate Social Responsibility / Corporate Purpose und das allgemeine Zivilrecht.

## Ehrungen
- 2017 und 2009 Juristisches Buch des Jahres
- 2015 Sibylle Kalkhof-Rose Akademie-Preis für Geisteswissenschaften der Akademie der Wissenschaften und der Literatur, Mainz.
- 2007 Preis der Reinhold-und-Maria-Teufel-Stiftung

## Schriften (Auswahl)
- Gotham City. Architekturen des Ausnahmezustands. Campus, Frankfurt am Main 2022.
- Konzern und Moderne. Die verbundene juristische Person in der visuellen Kultur 1880–1960. Klostermann, Frankfurt am Main 2016.
- Rechtsästhetik. Sinnliche Analogien im juristischen Denken. Duncker & Humblot, Berlin 2016.
- Das gesetzlich privilegierte Muster im Privatrecht. Mohr Siebeck, Tübingen 2015.
- Der Staat der Klassischen Moderne. Duncker & Humblot, Berlin 2012.
- Imperium Contrahens. Eine Vertragsgeschichte des spanischen Weltreichs in der Renaissance. Steiner, Stuttgart 2008.
- Wildes Recht. Zur Pathogenese des Effektivitätsprinzips in der neuzeitlichen Eigentumslehre. Duncker & Humblot, Berlin 2008 (2. Aufl. 2010).